# Bretazenil
Bretazenil ( Ro16-6028 ) es una imidazo-pirrolo-benzodiazepina con acción ansiolítica, derivada de la familia de las benzodiazepinas, sintetizada en 1988, estrechamente relacionada en su estructura con la benzodiazepina antagonista flumazenil, aunque sus efectos son algo diferentes. Se clasifica como una benzodiazepina de alta potencia debido a su alta afinidad de unión a los recepterores específicos, donde actúa como un agonista parcial. Su perfil como agonista parcial y los datos clínicos de ensayo sugieren que tiene efectos secundarios reducidos. Por todo ello se propone que Bretazenil causa un desarrollo menos intenso del efecto tolerancia y del síndrome de abstinencia. Bretazenil difiere de las benzodiazepinas 1,4 tradicionales por ser un agonista parcial y porque se une a las subunidades alfa 1, 2, 3, 4, 5 y 6 que contienen los GABA A complejo-receptores de benzodiazepinas. Las benzodiazepinas 1,4 se enlazan sólo a las alfa 1, 2, 3 y 5 GABA A del complejo-receptor benzodiazepínico.

## Actividad
Bretazenil produce marcados efectos hipnótico-sedantes cuando se toma sola y cuando se combina con alcohol. Los estudios clínicos demuestran que bretazenil es posiblemente más sedante que el Diazepam. 
Bretazenil altera el perfil del sueño, causa una reducción del cortisol plasmático y aumenta significativamente la secreción y liberación de prolactina. Bretazenil tiene propiedades hipnóticas eficaces, pero perjudica la habilidad cognitiva de los seres humanos. Bretazenil causa una reducción en el número de movimientos entre las fases de sueño y también en la fase REM del sueño. Con una dosis de 0,5 mg de bretazenil la fase REM del sueño disminuye y la fase 2 del sueño se alarga.